# Хімічний склад річкових вод Криму
Хімічний склад річкових вод Криму — вміст розчинених у річкових водах Криму хімічних речовин — основних (головних) іонів, біогенних речовин,  значення мінералізації та твердості води. Річки Криму впадають в Чорне та Азовське  моря.

## Умови формування хімічного складу річкових вод
Формування хімічного складу вод різних генетичних категорій на території Криму відбувається в різних ґрунтових і кліматичних умовах гірських, передгірських і степових його районів. 
Основну роль у водному балансі річок відіграють води поверхнево-схилового і ґрунтового стоку. У живленні гірських річок Криму поверхневий стік становить 70-75 %.
Поверхнево-схилові води в Криму утворюються, головним чином, у період зимових відлиг і ранніх весняних паводків. Стікаючи з крутих схилів по мерзлому ґрунту, ці води не встигають збагатитися розчинними речовинами.
Води поверхнево-схилового стоку, які утворюються в період весняних паводків, після розмерзання ґрунтового покриву і в період літніх дощів мають більш високу мінералізацію. З гірських схилів у річки зноситься велика кількість теригенного матеріалу, збільшується кількість завислих речовин у воді.
В іонно-сольовому складі помітно збільшується вміст сульфатів, клас вод змінюється з гідрокабонатного на гідрокарбонатно-сульфатний.
У  Степовому Криму, який належить до зони недостатнього зволоження з дуже засоленими ґрунтами, мінералізація води ґрунтових вод у період літніх паводків змінюється в межах 455-2000 мг/дм³, домінують сульфати, хлориди та натрій.
Значному засоленню поверхневих вод у степових районах Криму сприяють кліматичні умови: високі літні температури і велике випаровування з поверхні суші та акваторії водойм; останнє зумовлює різке збільшення мінералізації води в замкнутих водоймах.
У гірських районах у живленні річок беруть участь води закарстованої товщі юрських вапняків, які утворюють потужні джерела, що дають початок найбільшим річкам Криму. Характеризуються вони помірною мінералізацією води – 450-750 мг/дм³, в іонному складі домінують гідрокарбонати і кальцій.

## Гідрохімічний режим
Кількість атмосферних опадів і розподіл їх протягом року, а також особливості температурного режиму зумовлюють паводковий характер гідрологічного режиму річок і достатнє промивання ґрунтів гірської частини водозборів від легкорозчинних солей. 
В цілому, для гідрологічного режиму річок Криму характерними є два основні періоди: паводковий (зимово-весняний); меженний (літньо-осінній).
У зимово-весняний період (і під час злив) мінералізація річкових вод у гірській частині становить 200-300 мг/дм³ на південних і західних схилах Кримських гір, 250-350 мг/дм³ - на північних і 250-500 мг/дм³ на північно-східних схилах гір. Твердість води становить 2-5 ммоль/дм³. Вода належить до гідрокарбонатного класу групи кальцію.

1. Середні багаторічні концентрації основних іонів та мінералізація річкових вод у моніторингових створах річок Криму, мг/дм³
| Річка — пункт, сезон                   | Ca2+  | Mg2+  | Na+K+ | HCO− 3 | SO2− 4 | Cl−   | Мінералізація води |
| -------------------------------------- | ----- | ----- | ----- | ------ | ------ | ----- | ------------------ |
| Весна                                  |       |       |       |        |        |       |                    |
| Альма – північніше Партизанського вдсх | 51,8  | 11,2  | 12,2  | 212,9  | 61,1   | 9,6   | 359                |
| Кача – с. Баштанівка                   | 60,9  | 12,8  | 16,3  | 193,9  | 79,2   | 8,8   | 372                |
| Дерекойка – м. Ялта                    | 58,4  | 11,9  | 11,1  | 206,6  | 39,8   | 14,0  | 342                |
| Чорна – с. Чорноріченське              | 75,3  | 5,8   | 9,9   | 288,3  | 26,1   | 14,4  | 420                |
| Судак – м.Судак                        | 148,1 | 38,5  | 234,2 | 290,1  | 342,8  | 144,8 | 1198               |
| Сухий Індол – с. Тополівка             | 82,4  | 10,5  | 45,1  | 279,3  | 71,4   | 20,3  | 509                |
| Салгир – с. Піонерське                 | 62,4  | 8,7   | 10,5  | 217,9  | 58,0   | 17,4  | 375                |
| Салгир – Дворіччя                      | 256   | 79,2  | 317,5 | 236,7  | 489,4  | 498,9 | 1878               |
| Бурульча – с. Міжгір’я                 | 82,4  | 6,6   | 4     | 254,2  | 18,9   | 8,9   | 375                |
| Літньо-осіння межень                   |       |       |       |        |        |       |                    |
| Альма – північніше Партизанського вдсх | 71,3  | 14,8  | 17,9  | 249,5  | 78,6   | 9,5   | 442                |
| Кача – с. Баштанівка                   | 79,9  | 13,6  | 17,5  | 255,3  | 58,4   | 26,3  | 451                |
| Дерекойка – м. Ялта                    | 74,8  | 16,1  | 23    | 243,9  | 59,6   | 27,5  | 445                |
| Чорна – с. Чорноріченське              | 59,6  | 5     | 9,7   | 187,4  | 19,7   | 12,7  | 294                |
| Судак – м. Судак                       | 128,1 | 50,3  | 207,4 | 231,5  | 330,2  | 83,9  | 1031               |
| Сухий Індол – с. Тополівка             | 87,4  | 14,5  | 120/1 | 282,5  | 89,8   | 31,4  | 606                |
| Салгир – с. Піонерське                 | 101,4 | 15,8  | 21,8  | 286,5  | 70,8   | 22,6  | 519                |
| Салгир – Дворіччя                      | 148,3 | 74,3  | 179,2 | 228,6  | 455,8  | 442,5 | 1529               |
| Бурульча – с. Міжгір’я                 | 87,1  | 7,2   | 8,2   | 280,1  | 22,1   | 11,5  | 416                |
| Зима                                   |       |       |       |        |        |       |                    |
| Альма – північніше Партизанського вдсх | 68,3  | 13,5  | 13,9  | 255,0  | 41,8   | 8,9   | 401                |
| Кача – с. Баштанівка                   | 76,6  | 12,2  | 16,6  | 237,6  | 66,3   | 15,8  | 425                |
| Дерекойка – м. Ялта                    | 78,7  | 17,6  | 26,8  | 261,3  | 52,6   | 24,1  | 461                |
| Чорна – с. Чорноріченське              | 69,4  | 8,2   | 9,8   | 224,2  | 24,9   | 16,8  | 353                |
| Судак – м. Судак                       | 243,2 | 102,1 | 311,1 | 226,4  | 649,1  | 282,3 | 1814               |
| Сухий Індол – с. Тополівка             | 79,8  | 27,5  | 29,7  | 252,3  | 69,6   | 28,5  | 487                |
| Салгир – с. Піонерське                 | 76,6  | 29,2  | 20,6  | 237,6  | 86,3   | 15,8  | 466                |
| Салгир – Дворіччя                      | 240,8 | 167,7 | 302,7 | 252,6  | 661    | 619,8 | 2245               |
| Бурульча – с. Міжгір’я                 | 78,6  | 5,8   | 10,9  | 238,3  | 25,8   | 10,7  | 370                |

Мінералізація руслових вод нижче схилів Кримських гір у зимово-весняний період становить 200-300 мг/дм³ (нижче західних схилів) і 350-700 мг/дм³ (нижче північних і східних схилів гір). Твердість води становить 2-6 ммоль/дм³. Вода належить до гідрокарбонатного  і гідрокарбонатно-сульфатного класу, групи кальцію.
У паводковий період мінералізація талих і дощових вод у балках і ставках Степового Криму становить 160-700 мг/дм³.
У меженний період (літньо-осінній) мінералізація руслових вод  гірської частини річок становить 450-550 мг/дм³  на західних схилах, 450-650 мг/дм³   – на північних, 450-850 мг/дм³    – на південних і 550-750 мг/дм³     – на північно-східних схилах гір. Вода гідрокарбонатного класу групи кальцію.
У літньо-осінній період нижче схилів Кримських гір мінералізація руслових вод значно збільшується і досягає 750-1000 мг/дм³ (нижче західних схилів), 1000-1750 мг/дм³  – (нижче північних) і 1000-4000 мг/дм³  – (нижче східних схилів гір). Твердість води може сягати 25 ммоль/дм³. Вода належить до гідрокарбонатно-сульфатного і сульфатно-гідрокарбонатного класу, групи кальцію – магнію, до хлоридно-сульфатного чи хлоридного класу групи натрію.
У меженний період мінералізація талих і дощових вод у балках і ставках Степового Криму  досягає 7500-28000 мг/дм³ і вода стає хлоридно-сульфатною чи хлоридною.
При вивченні хімічного складу річкових вод Криму треба враховувати, що на більшості річок і тимчасових водотоків збудовано водосховища чи ставки, які регулюють стік. Якщо водотоки перекриті греблями, то у водосховищах (Чорноріченське, Сімферопольське, Старо-Кримське та ін.) акумулюються головним чином маломінералізовані паводкові води і лише попуски води з них утворюють нижче гребель змішані води паводкового і меженного стоку.

2. Середні багаторічні концентрації біогенних речовин — загального заліза (Fe), мінерального фосфору (P), кремнію (Si), сполук азоту (NO−
3, NO−
2, NH+
4), мг/дм³ та значення біхроматної окиснюваності (БО, мг О/дм³) у річкових водах за моніторинговими створами річок Криму
| Річка — пункт, сезон                   | Fe    | P     | Si  | NO− 3 | NO− 2 | NH+ 4 | БО   |
| -------------------------------------- | ----- | ----- | --- | ----- | ----- | ----- | ---- |
| Весна                                  |       |       |     |       |       |       |      |
| Альма – північніше Партизанського вдсх | 0,02  | -*    | -   | 0,490 | 0,006 | 0,094 | 7,8  |
| Кача – с. Баштанівка                   | 0,01  | -     | -   | 1,000 | 0,016 | 0,540 | 15,2 |
| Дерекойка – м. Ялта                    | 0,01  | 0,012 | 2   | 0,373 | 0,005 | 0,172 | 11,7 |
| Чорна – с. Чорноріченське              | 0,01  | 0,004 | 1,8 | 0,966 | 0,005 | 0,374 | 10,3 |
| Судак– м. Судак                        | 0,01  | -     | -   | 3,084 | 0,037 | 0,117 | 10,3 |
| Сухий Індол – с. Тополівка             | 0,01  | -     | -   | 0,116 | 0,005 | 0,01  | 8,9  |
| Салгир – с. Піонерське                 | 0,01  | -     | -   | 1,700 | 0,019 | 0,086 | 10,4 |
| Салгир – Дворіччя                      | 0,01  | 0,004 | 1,4 | 2,880 | 0,044 | 0,187 | 10,6 |
| Бурульча – с. Міжгір’я                 | 0,01  | 0,004 | 2,5 | 0,828 | 0,002 | 0,023 | 4,6  |
| Літньо-осіння межень                   |       |       |     |       |       |       |      |
| Альма – північніше Партизанського вдсх | 0,002 | -     | -   | 0,390 | 0,002 | 0,007 | 6,5  |
| Кача – с. Баштанівка                   | 0,002 | -     | -   | 1,430 | 0,003 | 0,008 | 9,3  |
| Дерекойка – м. Ялта                    | 0,01  | 0,034 | 2,8 | 0,790 | 0,027 | 0,330 | 13,5 |
| Чорна – с. Чорноріченське              | 0,01  | 0,003 | 1,7 | 0,650 | 0,005 | 0,090 | 9,8  |
| Судак– м. Судак                        | 0,14  | -     | -   | 2,830 | 0,007 | 0,050 | 13,1 |
| Сухий Індол – с. Тополівка             | 0,01  | -     | -   | 0,580 | 0,006 | 0,016 | 9,4  |
| Салгир – с. Піонерське                 | 0,007 | -     | -   | 2,490 | 0,008 | 0,039 | 16,5 |
| Салгир – Дворіччя                      | 0,001 | 0,008 | 3,1 | 5,430 | 0,038 | 0,190 | 19,7 |
| Бурульча – с. Міжгір’я                 | 0,01  | 0,029 | 2,6 | 0,440 | 0,011 | 0,020 | 13,6 |
| Зима                                   |       |       |     |       |       |       |      |
| Альма – північніше Партизанського вдсх | 0,01  | -     | -   | 0,175 | 0,002 | 0,01  | 7    |
| Кача – с. Баштанівка                   | 0,01  | -     | -   | 1,17  | 0,003 | 0,187 | 9,4  |
| Дерекойка – м. Ялта                    | 0,01  | 0,030 | 2,8 | 0,598 | 0,189 | 0,117 | 12,9 |
| Чорна – с. Чорноріченське              | 0,01  | 0,003 | 2   | 0,506 | 0,009 | 0,023 | 8,3  |
| Судак – м. Судак                       | 0,01  | -     | -   | 0,501 | 0,002 | 0,094 | 12,6 |
| Сухий Індол – с. Тополівка             | 0,01  | -     | -   | 0,564 | 0,001 | 0,111 | 6,2  |
| Салгир – с. Піонерське                 | 0,01  | -     | -   | 0,900 | 0,009 | 0,280 | 15,6 |
| Салгир – Дворіччя                      | 0,01  | 0,020 | 1,9 | 0,910 | 0,044 | 0,047 | 12,4 |
| Бурульча – с. Міжгір’я                 | 0,01  | 0,025 | 2,3 | 0,782 | 0,002 | 0,062 | 5,9  |

Примітка: * — компонент не визначався.
Таким чином, вміст основних іонів, біогенних та органічних речовин, у воді річок Криму в значній мірі залежить від специфічних природних чинників (див. табл. 1-2). У річках Степового Криму спостерігається незадовільна якість води за рахунок природних чинників — перевищення мінералізації та твердості води для прісних вод та ГДК для джерел питного водопостачання. 